# 104e division de chasseurs (Allemagne)
Pour les articles homonymes, voir 104e division.
La  104e division de Chasseurs (en allemand : 104. Jäger-Division) est une des divisions d'infanterie de l'armée allemande (Wehrmacht) durant la Seconde Guerre mondiale.

## Création et différentes dénominations
La 104. Jäger-Division est formée le 1er avril 1943 par la réorganisation et la redésignation de la 704. Infanterie-Division.
L'unité prend part aux opérations anti-partisans en Croatie :
- Opération Werwolf

## Organisation

### Commandants
| Date                       | Grade                  | Commandant                |
| -------------------------- | ---------------------- | ------------------------- |
| 1er mai 1943 - mai 1944    | General der Infanterie | Hartwig von Ludwiger (en) |
| ? mai 1944 - mai 1944      | Oberst                 | Ludwig Steyrer            |
| ? mai 1944 - 29 avril 1945 | General der Infanterie | Hartwig von Ludwiger      |
| 29 avril 1945 - 8 mai 1945 | Generalleutnant        | Friedrich Stephan (de)    |

### Officier d'opérations (Ia)
| Date                         | Grade          | Commandant      |
| ---------------------------- | -------------- | --------------- |
| 25 avril 1943-5 octobre 1943 | Oberstleutnant | Paul Müncheberg |
| 15 octobre 1943-16 mars 1945 | Oberstleutnant | Bruno Willers   |
| 16 mars 1945-8 mai 1945      | Major          | Ernst Harms     |

## Théâtres d'opérations
- Serbie : avril 1943 - juin 1943
- Grèce : juin 1943 - septembre 1944
- Yougoslavie : septembre 1944 - mai 1945

## Ordre de bataille
- Jäger-Regiment 724
- Jäger-Regiment 734
- Aufklärungs-Abteilung 104
- Artillerie-Regiment 654
- Pionier-Bataillon 104
- Panzerjäger-Abteilung 104
- Nachrichten-Abteilung 104
- Feldersatz-Bataillon 104
- Versorgungseinheiten 104